# Garlenda
Garlenda är en ort och kommun i provinsen Savona i regionen Ligurien i Italien. Kommunen hade 1 245 invånare (2018).